# M-501a
La carretera  M-501a , fue una carretera de la Comunidad de Madrid y fue consecuencia del cambio de trazado de la carretera  M-501  y el fallido paso de este tramo al Ayuntamiento de Alcorcón durante el gobierno en la localidad de Pablo Zúñiga. El Ayuntamiento inició el desdoblamiento desde el kilómetro 1 hasta la  M-50  pero sin llegar a concluir estas obras. Al llegar al poder Enrique Cascallana denuncia que el Ayuntamiento no es ni ha sido nunca propietaro de dicha vía y renuncia a seguir con las obras. Mientras se resuelve el tema legal la Comunidad de Madrid tuvo que hacer unas obras de emergencia.
Finalmente la carretera pasa por decisión judicial a ser propiedad de la Comunidad de Madrid que la pasa a denominar  M-501a .
En 2016 y debido a la apertura del centro comercial Parque Lucero (al final de dicha vía), todo su recorrido pasa a estar limitado a 50 km/h. Además, ya no aparece esta carretera en el catálogo de carreteras de la Comunidad de Madrid] (enlace roto disponible en Internet Archive; véase el historial, la primera versión y la última). por lo que su denominación oficial es la de Avenida de San Martín de Valdeiglesias.